# Göran Bengtsson (handbollsspelare)
Jan Göran Lennart Bengtsson, född 19 maj 1956 i Varberg, är en svensk tidigare handbollsspelare (vänstersexa) och handbollstränare. Han är far till handbollsspelaren Tobias Bengtsson.
Göran Bengtsson har tidigare spelat i HK Drott och tagit flertalet SM-guld med klubben. Meritlistan kan göras lång. 1 191 mål för Drott på 410 matcher under 18 säsonger, 135 A-landskamper 1978–1986, VM-fyra, 6 SM-guld, 1 Europacupfinal och Årets handbollsspelare i Sverige säsongen 1980-1981.
Efter sin spelarkarriär tränade Bengtsson HK Drott i tre år, 1993–1996, innan han slutade och blev fotbollstränare i Tvååker i två år. Efter det tog han över HK Varbergs årskull -86 där sonen Tobias Bengtsson spelade. I -86:orna fostrade Göran fram även Daniel Lindgren som så småningom kom att spela i Drott med Tobias. Hösten 2006 tog han åter över som tränare i HK Drott, efter att den tidigare tränaren Jan Göransson fått sparken. Han lämnade klubben efter säsongens slut och ersattes av Tomas Eriksson.